# Конрад IV фон Франкенщайн
Конрад IV фон Франкенщайн (на немски: Konrad IV von Frankenstein; * пр. 1402; † сл. 1424) е господар на Франкенщайн в Оденвалд и бургграф на Щаркенбург.

## Произход
Той е син на Конрад III фон Франкенщайн († сл. 1397) и съпругата му Ида фон Бикенбах († сл. 1370), дъщеря на Конрад III фон Бикенбах († 1354) и втората му съпруга Агнес фон Ербах-Ербах († сл. 1347), дъщеря на шенк Еберхард V фон Ербах-Ербах († пр. 1303) и Агнес Райц фон Бройберг († 1302). Брат е на Филип I фон и цу Франкенщайн (* пр. 1409; † пр. 3 март 1433).

## Фамилия
Конрад IV фон Франкенщайн се жени за Анна фон Хелмщат (* ок. 1414; † 1441/1457), дъщеря на Випертус (Випрехт) II фон Хелмщат (* пр. 1391; † 1421) и Елизабет фон Хандшухсхайм (* ок. 1382; † сл. 1430). Те имат три деца:
- Конрад V фон Франкенщайн (* пр. 1431; † сл. 1469), бургграф на Щаркенбург, женен за Елизабет фон Хиршхорн (* пр. 1441; + 3 ноември 1475)
- Випрехт фон и цу Франкенщайн (* пр. 1440; † 23 юли 1460)
- Ханс II фон и цу Франкенщайн (пр. 1431; † сл. 1489), женен за Амалия фон Роденщайн († сл. 1489)

Вдовицата му Анна фон Хелмщат се омъжва ок. 1440 г. втори път за Ханс Нотхафт († 1455) или за Еберхард II фон Венинген-Хилсбах (* ок. 1397) и има син Георг фон Венинген (* ок. 1450; † ок. 1502).